# De Havilland DH.50
De Havilland DH.50 byl britský celodřevěný jednomotorový dvouplošný dopravní letoun pro čtyři cestující v uzavřené kabině a pro jednoho pilota v otevřeném kokpitu za křídlem.

## Vznik a vývoj
DH.50 vznikl u společnosti de Havilland na základě provozních zkušeností s dopravní úpravou DH.9C u vlastní přepravní společnosti de Havilland Hire Service. K pohonu sloužil vodou chlazený řadový šestiválec Armstrong-Siddeley Puma o výkonu 169 kW. První prototyp DH.50 (G-EBFN, „Galatea“) byl zalétán začátkem srpna 1923 v Stag Lane.
Druhý postavený stroj (G-EBFO) se lišil uspořádáním stropních oken kabiny cestujících a instalací jednoduchých vztlakových klapek po celém rozpětí horního i spodního křídla. Zástavbou vzduchem chlazeného hvězdicového motoru Armstrong Siddeley Jaguar III o 284 kW byl letoun přestavěn na verzi DH.50J.
Třetím vyrobeným kusem DH.50 se stal stroj s imatrikulací G-EBFP, který svou leteckou kariéru zahájil u společnosti Imperial Airways.
Další sériové postavené letouny měly označení DH.50A, případně DH.50J podle typu motoru. Měly překonstruovaný sklon středních vzpěr, delší kabinu, zvětšenou plochu chladiče a upravený podvozek. Celkem bylo u mateřské továrny postaveno třináct kusů. První DH.50J s motorem Bristol Jupiter IV vznikl v Stag Lane roku 1926. Vybaven plováky Short konal poštovní službu na Nilu.
Pro úřad letového dozoru australského civilního letectví dodal de Havilland jeden DH.50A (G-AUAB), který byl ještě v roce 1942 inovován zástavbou amerického motoru Pratt & Whitney Wasp C o 330 kW a předán Royal Australian Air Force.

### Licenční výroba v Československu

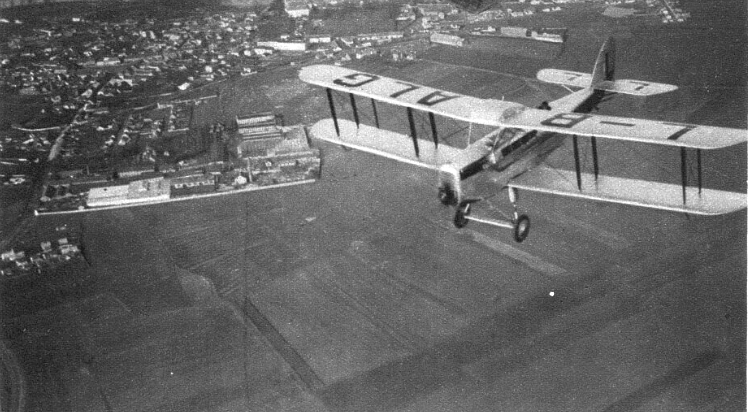
DH.50A (L-BALG) s motorem Walter W-IV (1929)

Po úspěšném předvedení DH.50 v Československu byl v lednu 1925 zakoupen pro ČSA osmý vyrobený DH.50A s motorem Puma jako vzorový letoun (výr. č. 132, L-BALG, ex G-EBKJ), společně s licencí na sedm kusů (L-BAHA až L-BAHG). Výroby se ujala továrna Aero v Praze-Vysočanech. Za pohon československých letounů Aero DH-50 byl zvolen domácí motor Walter W-IV o výkonu 177 kW, vyráběný v Jinonicích podle vzoru BMW. Další odlišností bylo nastupování cestujících z levé poloviny dolního křídla do kabiny, protože konstrukce trupu byla u čs. licenčních strojů zrcadlově otočena. První Aero DH-50 byl zalétán na kbelském letišti 13. února 1926, sedmý poslední (L-BAHG) vykonal přejímací lety do začátku dubna. Během provozu u ČSA byly vyměněny profilované napínací výztužné dráty za lana, z důvodu jejich praskání vlivem rozdílných vibrací motorů Walter. V roce 1929 obdržel motor Walter také originální DH.50A L-BALG.

## Nasazení

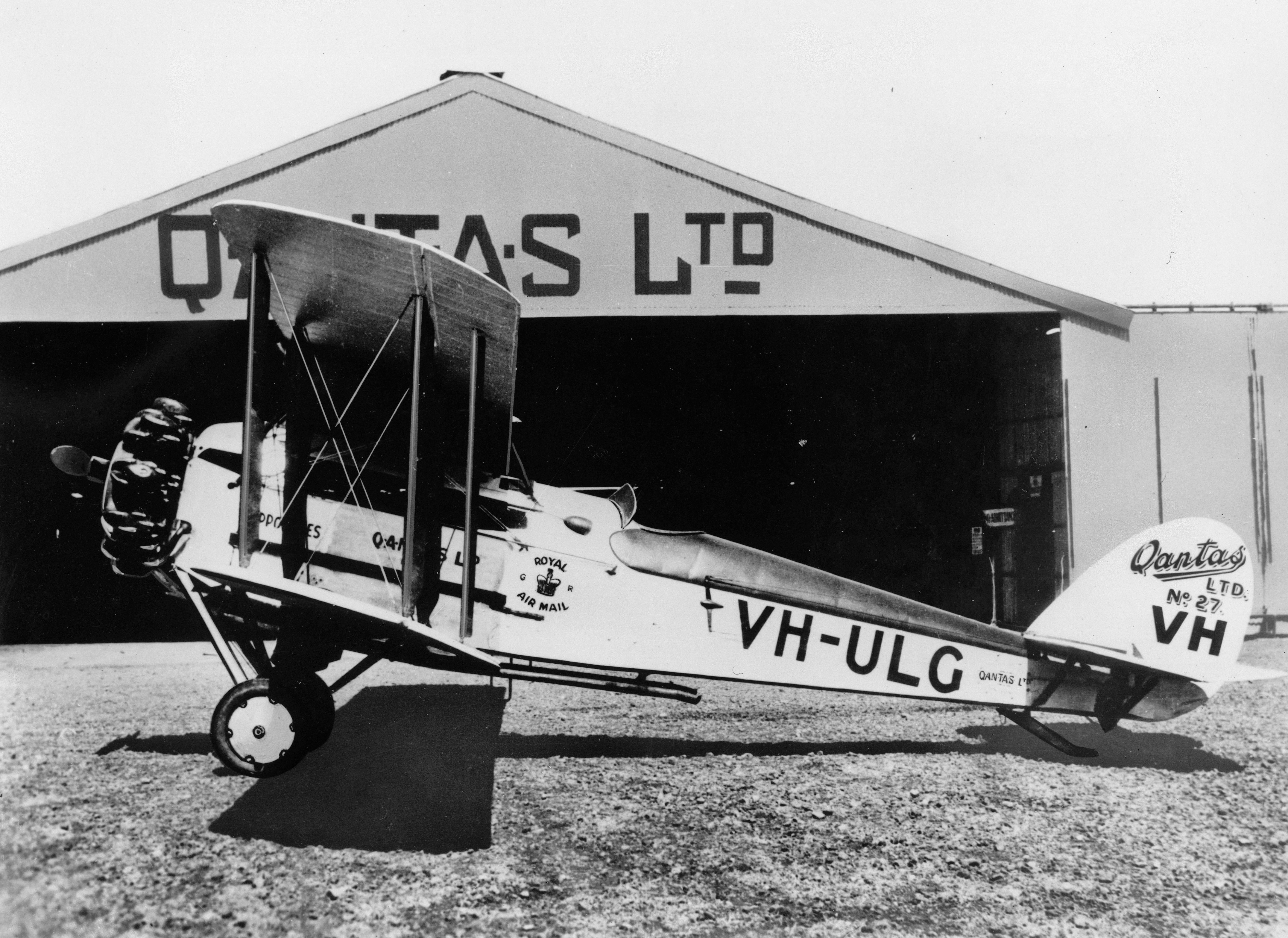
De Havilland DH.50J (VH-ULG), Qantas, 1930

Za čtyři dny po zalétání prvního prototypu G-EBFN s ním pilot Alan J. Cobham odlétl na mezinárodní výstavu do švédského Göteborgu. Letoun DH.50 získal první cenu při zkouškách spolehlivosti, ověřované na trase Göteborg-Kodaň v době od 7. do 12. srpna 1923.
V roce 1924 vyhrál A. J. Cobham s prvním prototypem Královský pohár v letu kolem Británie. Po letu bez mezipřistání z Londýna do Madridu Cobham s „Galateou“ vykonal mezi listopadem 1924 a březnem 1925 let s jedním cestujícím z Londýna do Rangúnu. Trasu 270350 km absolvoval za 220 letových hodin tam a zpět. Po dvou létech u firmy de Havilland se letoun dostal ke společnosti Northern Air Lines a následně v roce 1926 k australskému dopravci Western Australian Airways.

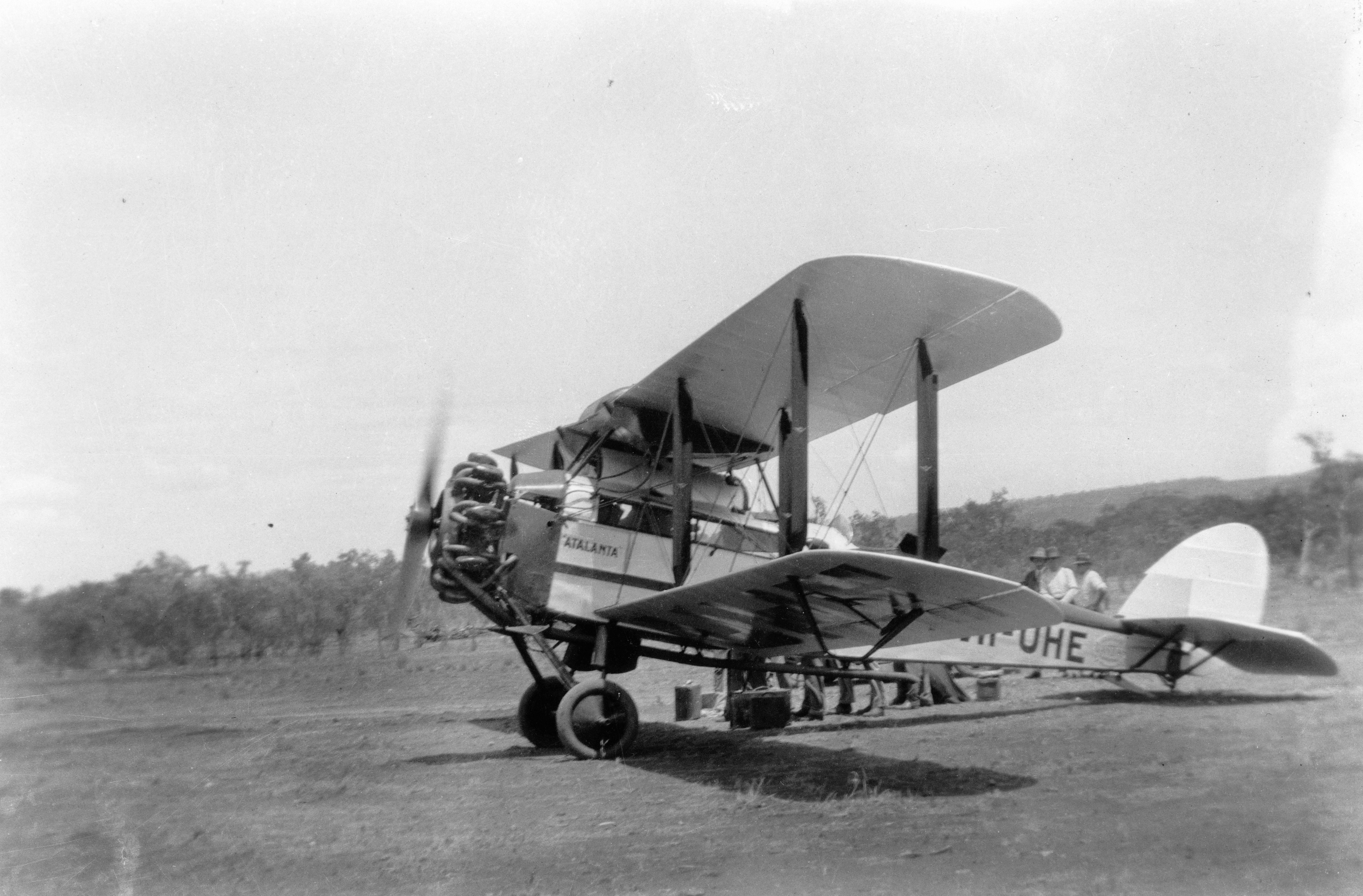
DH.50J (VH-UHE, „Atalanta“), Qantas

Druhý vyrobený DH.50 G-EBFO přepravil na III. pražskou leteckou výstavu 30. května 1924 leteckého vicemaršála Sira Seftona Branckera, britského ministra letectví lorda Thomsona a civilního lorda admirality Franka Hodgese. Při šestihodinovém letu s mezipřistáním v Kolíně nad Rýnem stroj pilotoval H. S. Broad. Po dobu konání výstavy letoun předváděl na letišti Kbely. Podruhé letoun navštívil Prahu na počátku roku 1925, nyní již ve stavu letecké společnosti Imperial Airways. Při letu o celkové délce přes 30 000 km dopravoval pilot Cobham maršála Brancknera na konferenci do Rangúnu a Praha byla jednou ze zastávek na zpáteční cestě.
Již na upraveném letounu G-EBFO, s hvězdicovým motorem, odletěl Cobham společně s mechanikem v listopadu 1925 do Kapského Města. Trasu 25 750 km absolvoval do března 1926. Po výměně kolového podvozku za plováky vzlétl pilot Cobham společně s mechanikem Elliottem 30. června 1926 do Melbourne. Po návratu 1. října 1926 Cobham obdržel za tyto lety titul Sir.

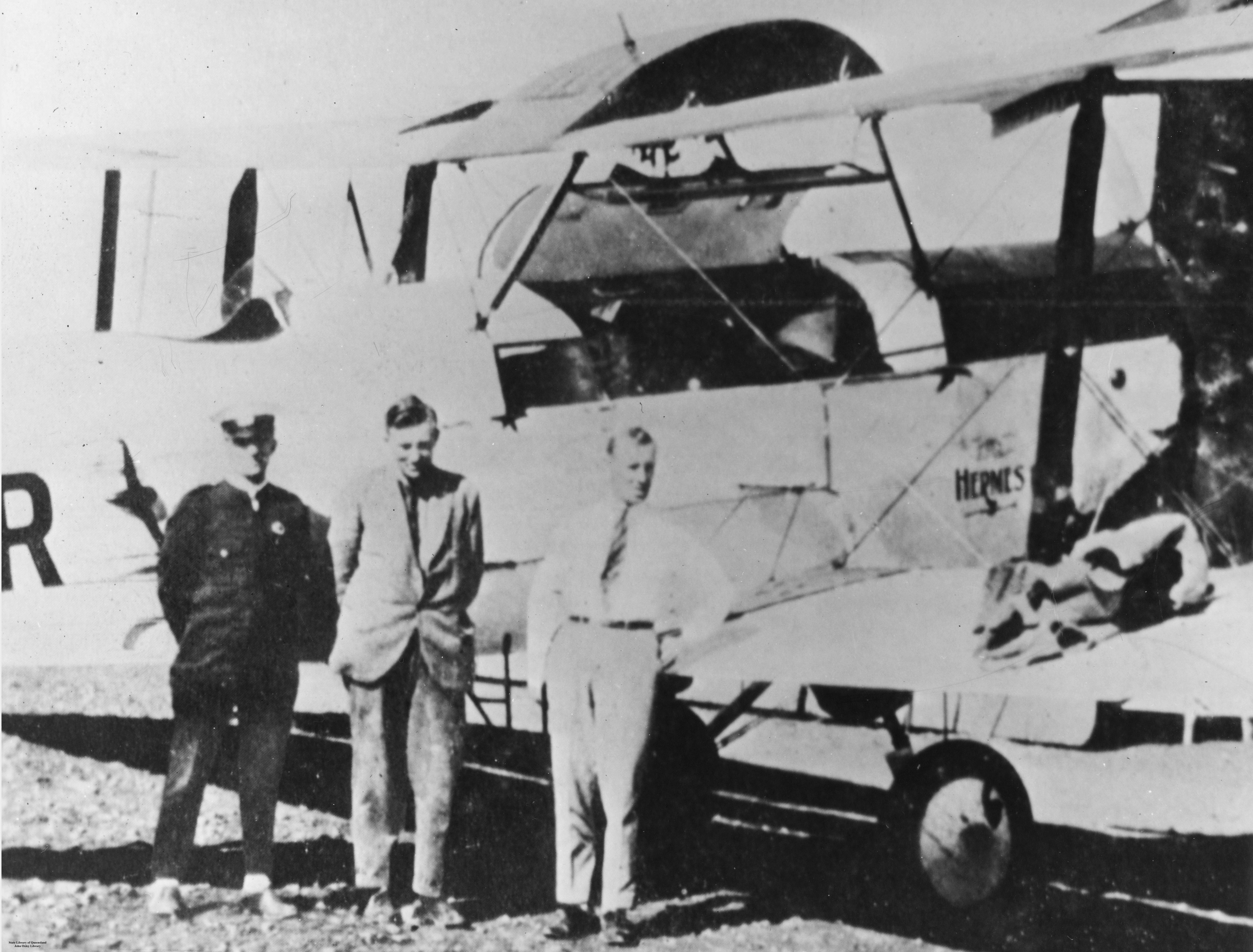
DH.50A, Royal Flying Doctor Service, Cloncurry, 1927

DH.50J G-EBFO byl poté prodán do Austrálie přepravci Western Australian Airways, kde byl nasazen na trasu Sydney-Perth. Létal opět s řadovým motorem, tentokrát ADC Nimbus o výkonu 220 kW.
Převážná část sériových DH.50A/J byla dodána do Austrálie, kde je převzali letečtí dopravci Western Australian Airways, Qantas a Australian Aerial Services. Jeden exemplář převzala britská společnost Imperial Airways a jeden Royal New Zealand Air Force jako průzkumný letoun s pohonnou jednotkou ADC Nimbus o 220 kW. Ve výrobní základně QANTAS v Longreach bylo v období 1926-29 v licenci vyrobeno dalších sedm letounů. Část z nich byla ve verzi DH.50J s hvězdicovými motory Bristol Jupiter.
Další tři licenční DH.50A pro své potřeby vyrobila letecká společnost Western Australian Airways v Perthu a jeden Larkin Supply Co. v Melbourne. Mimo Commonwealth tři letouny zhotovila i belgická SABCA v Bruselu. Používaly se v létech 1925-28 v Belgickém Kongu na spoji Kinshasa-Stanleyville.

### Služba u ČSA
Po přidělení imatrikulace L-BALG 20. března 1925 vzorovému DH.50A byl letoun úředně zařazen do stavu ČSA. První zahraniční let provedl 8. června do Curychu s pilotem Dovolilem a ministrem Antonínem Srbou. Koncem ročního provozního období se originální britský DH.50A dostal během zkušebních letů do Itálie a Francie.
Prvních pět licenčních strojů Aero DH-50 převzaly Československé státní aerolinie 16. března 1926, pro nepříznivé počasí zahájily lety až o dva dny později. Již 19. března došlo k nouzovému přistání DH-50 L-BAHD u Uhlířských Janovic pro poruchu chladiče. Netěsnost chladičů firmy Rotter se objevily i na ostatních strojích DH-50 a tak byl jejich provoz okamžitě zastaven. Z letounů byly chladiče demontovány a předány továrně Aero k zesílení. Po revizích byly nasazeny na spoje z Prahy do Brna, Bratislavy a Košic. Dne 1. července 1926 došlo ke ztrátě jednoho DH-50 (L-BAHF) během nouzového přistání u Golčova Jeníkova. Díly z havarovaného stroje byly použity jako náhradní.
Po ukončení letové sezóny 1926 procházely DH-50 revizemi se zahájením letového provozu 16. března 1927. Dne 12. dubna došlo k dalšímu nouzovému přistání DH-50 (L-BAHA) u Želetavy. Po dobudování místního letištního zařízení stály DH-50 u otevření nové linky ČSA do Mariánských Lázní. Zahajovací zkušební let provedl pilot Arigi 23. června s letounem L-BALG.
V sezóně ČSA 1928 se již začala projevovat značná olétanost DH-50 a od roku 1929 proto byly vyčleněny pro slovenské tratě s menším provozem. 16. března 1929 došlo k další definitivní ztrátě letounu L-BAHE během certifikačních zkoušek na kbelském letišti. V dubnu byly licenční DH-50 nasazeny na další nově otevřené trati Košice-Užhorod. Rozhodnutím ředitelství ČSA z listopadu 1929 byly stroje L-BAHB, -BAHC a -BALG navrženy k vyřazení.
Při letu s nákladem 31. května 1930 došlo pro poruchu na pohonné jednotce k nouzovému přistání u Bojanova s následným vyřazením stroje L-BAHD. Podobný osud potkal i letoun L-BAHA v Košicích. K 1. říjnu 1930 byl zrušen také poslední DH-50 u ČSA L-BAHG. U ČSA DH-50 nalétaly 1 029 792 km.
Do soukromého vlastnictví pilota Julia Arigiho z Mariánských Lázní přešel po listopadové schůzi ředitelství ČSA DH-50 výr. č. 3 (nyní OK-AHC). Originální DH.50 sloužil jako OK-ALG ještě po tři roky u propagační letky MLL Praha, podobně jako stroj výr. č. 2 (OK-AHB) přidělený MLL Dejvice. OK-AHB havaroval 14. srpna 1932 na leteckém dnu v Podsedlicích u Litoměřic, přičemž přišli o život čtyři cestující. Letoun OK-ALG byl zrušen po návštěvě leteckého srazu v Polsku v květnu 1933. Poslední exemplář DH-50 (OK-AHG, ex L-BAHG) byl až do vymazání z rejstříku 10. dubna 1936 v majetku Východočeského aeroklubu Pardubice.

## Specifikace

### Hlavní technické údaje
Údaje platí pro Aero DH-50
- Rozpětí: 13,08 m
- Délka: 9,28 m
- Výška: 3,53 m
- Nosná plocha: 40,60 m²

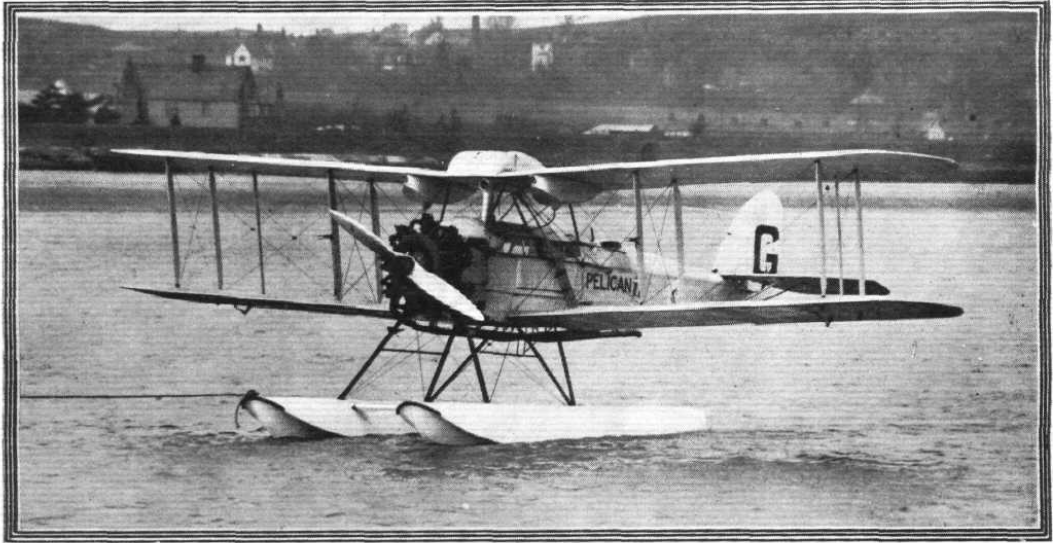
De Havilland DH.50J jako hydroplán

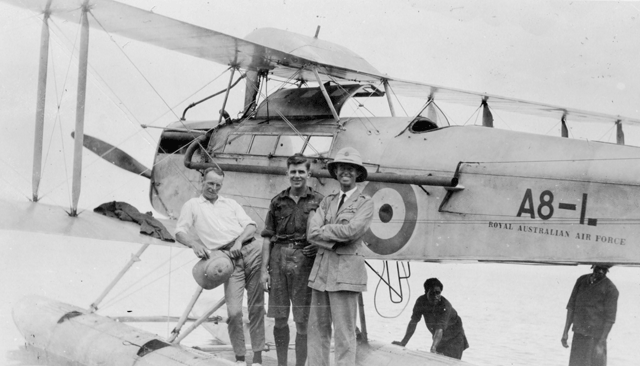
DH.50A, RAAF, 1926

- Hmotnost prázdného letounu: 1070 kg
- Vzletová hmotnost: 1800 kg
- Užitečné zatížení: 550 kg

### Výkony
- Maximální rychlost: 200 km/h
- Cestovní rychlost: 175 km/h
- Přistávací rychlost: 62 km/h
- Počáteční stoupavost: 3 m/s
- Praktický dostup: 4450 m
- Dolet: 700 km
- Délka vzletu: 165 m
- Délka přistání: 110 m